# Pristavica, Šentjernej
Pristavica je naselje v Občini Šentjernej.